# Noorse gemeente

Noorse gemeenten in 2020

Noorwegen kent 357 Noorse gemeenten (Noors: kommuner). Het land bestaat uit 15 fylker ('provincies'). De hoofdstad Oslo is zowel fylke als gemeente. Tot 1930 waren er in Noorwegen 747 gemeenten; door gemeentelijke herindeling is dit aantal gereduceerd tot 356 (2020) en er zijn plannen om het aantal te verminderen door vrijwillige fusies. Per 1 januari 2024 stapte de gemeente Haram weer uit de fusiegemeente Ålesund, waar die vier jaar eerder in was opgegaan.
De gemeente heeft eigen bestuursorganen, te weten:
- Kommunestyre - Gemeenteraad, letterlijk Gemeentebestuur
- Formannskap - Bestuur
- Ordfører - Burgemeester, letterlijk Woordvoerder

De gemeenten spelen een bijzonder belangrijke rol in Noorwegen, met verantwoordelijkheid voor lager onderwijs, gezondheidszorg, ouderenzorg, sociale voorzieningen, ruimtelijke ordening, economische ontwikkeling en lokale wegen. De gemeenten innen geen belasting direct van de ingezetenen, maar ontvangen geld van de nationale overheid.

## Grootste gemeenten
De volgende Noorse gemeenten hebben de meeste inwoners per 1 januari 2024:
| Nr. | Kommune       | inwoners |
| --- | ------------- | -------- |
| 1   | Oslo          | 717.710  |
| 2   | Bergen        | 291.940  |
| 3   | Trondheim     | 214.565  |
| 4   | Stavanger     | 149.048  |
| 5   | Bærum         | 130.921  |
| 6   | Kristiansand  | 116.986  |
| 7   | Drammen       | 104.487  |
| 8   | Asker         | 98.815   |
| 9   | Lillestrøm    | 94.201   |
| 10  | Fredrikstad   | 85.230   |
| 11  | Sandnes       | 83.702   |
| 12  | Tromsø        | 78.745   |
| 13  | Sandefjord    | 66.231   |
| 14  | Nordre Follo  | 63.560   |
| 15  | Sarpsborg     | 59.771   |
| 16  | Tønsberg      | 59.174   |
| 17  | Ålesund       | 58.509   |
| 18  | Skien         | 56.619   |
| 19  | Bodø          | 53.712   |
| 20  | Moss          | 52.051   |
| 21  | Larvik        | 48.715   |
| 22  | Lørenskog     | 48.188   |
| 23  | Indre Østfold | 47.006   |
| 24  | Arendal       | 46.355   |
| 25  | Ullensaker    | 43.814   |